# The Governor Maker
The Governor Maker è un cortometraggio muto del 1915 diretto da Henry MacRae (con il nome Henry McRae).
È il terzo film interpretato da Doris Pawn.

## Produzione
Il film fu prodotto dalla 101-Bison (Bison Motion Pictures).

## Distribuzione
Distribuito dall'Universal Film Manufacturing Company, il film - un cortometraggio in due bobine - uscì nelle sale cinematografiche USA il 16 gennaio 1915.